# 神流川発電所
神流川発電所（かんながわはつでんしょ）とは、東京電力ホールディングスが群馬県多野郡上野村に設置している水力発電所である

## 概要
長野県側の上池の南相木ダム湖と群馬県側の下池の上野ダム湖との間で揚水発電を行う、2県2水系にまたがる大規模な純揚水式発電所である。発電所は両ダムの間に位置し、地下500mの空洞内部に発電機6台が収められる。
揚水発電所としては世界最大級の設計最大出力2,820MWとなる。最大使用水量は6台合わせて毎秒510t。有効落差は653mである。
なお、この発電所の上（地上）は御巣鷹山である。1985年8月12日に起きた日本航空123便墜落事故に於いては、墜落現場が御巣鷹山であると報道されたことがあるが、実際の事故現場は高天原山の尾根であって、墜落現場の地下にこの発電所が存在する訳ではない。
2005年12月より1号機が、2012年6月より2号機が運転開始。3号機から6号機までは2020年以降に運転開始予定である。
この発電所に付随する施設として TEPCO GEO E SiTE 神流川という市民が見学できる広報施設があったが2011年3月11日の福島第一原子力発電所事故により東京電力の広報活動を縮小しているため、この施設は廃止されている。
上野村主催の見学ツアーにより、発電所内部を見られる。月・水・金曜日の各日1便のみの運行で事前予約が必要。

## 歴史
- 1993年7月 - 神流川水力調査所を設置。建設に向けての調査に着手。
- 1995年7月 - 第130回 電源開発調整審議会開催。神流川発電所の建設を決定。
- 1997年5月 - 本体工事着工。
- 2003年10月 - 上野ダムの湛水（たんすい）を開始。
- 2004年9月 - 南相木ダムの湛水を開始。
- 2005年12月22日 - 神流川発電所1号機が運転を開始[2]。
- 2012年6月7日 - 神流川発電所2号機が運転を開始[3]。

## 構成

### 上池
神流川発電所上池となるのは、長野県南佐久郡南相木村に建設された南相木ダムによって形成される人造湖である。調整池に区分される。
南相木ダムは信濃川水系南相木川の奥地にある。2004年9月、湛水（たんすい）開始。ダムの高さは136m、形式はロックフィルダムである。神流川発電所は純揚水式であり、南相木ダム湖への流入量は増水時に限られる。
南相木ダムの完成は南相木村に固定資産税収入をもたらし、2006年度（平成18年度）からは地方交付税を不交付としている。

### 下池
神流川発電所下池となるのは、群馬県多野郡上野村に建設された上野ダムによって形成される人造湖で、調整池に区分される。
上野ダムは利根川水系神流川の奥地にある。2003年10月、湛水開始。ダムの高さは120m、形式は重力式コンクリートダムである。

### 発電所
神流川発電所は、御巣鷹山の地下に建設された地下式発電所である。
南相木ダムと上野ダムとの間、群馬県側の地表より深度500mの地下に空洞を設け、発電・変電設備を収める。1-4号機と、5、6号機とで水路系統が異なる設計となっている。
上池である南相木ダム湖に貯められた水は、4km先まで地下導水路トンネルを経由して発電所に至る。導水路のうち発電所側1.4km部分は48度という急傾斜の水圧管路である。
水圧管路はトンネルボーリングマシンによって下側（発電所側）より掘削された。内壁はコンクリートで覆われ、一部は高張力鋼で補強されている。
発電所には最終的には6台の水車発電機が配置される予定で、そのいずれも発電電動機（日立製作所製の空冷式）とポンプ水車によって構成された、揚水運転可能な可逆式揚水機である。1台あたりの出力は揚水時464,000kW。
水車は立軸形フランシスポンプ水車（VFR-1RS）で、東芝が東京電力との共同研究により開発した最新のスプリッタランナを採用。容量525,000kVAの三相同期発電電動機に接続されている。
これは長翼と短翼、それぞれ5枚の水車羽根を交互に配置したポンプ水車で、当初45万kWで計画していたが新型スプリッタランナの開発により水量・落差を変えることなく2万kWの増出力を可能とし、最大出力は47万kWになった。
発生した電力は、変圧器によって50万Vに昇圧され、東京電力の送電線 神流川線 を通じて首都圏に向け送電される。
水は発電所で使用したのち、放水路トンネルを通じて2.4km先の下池・上野ダム湖に放流される。揚水時の水の流れはこれとまったく逆の向きとなる。